# Ropalidia mathematica
Ropalidia mathematica är en getingart som först beskrevs av Smith 1861.  Ropalidia mathematica ingår i släktet Ropalidia och familjen getingar. Utöver nominatformen finns också underarten R. m. torrida.